# Svenska Scoutrådet
Svenska Scoutrådet (Le Conseil scout suédois) est le principal mouvement scout pour garçons et filles en Suède.
Il fut fondé en 1908 pour les garçons, et la branche féminine fut créée dès 1910. La branche masculine rejoint l'Organisation mondiale du mouvement scout en 1922, tandis que les filles rejoignent la World Association of Girl Guides and Girl Scouts en 1928.
Aujourd'hui, la Svenska Scoutrådet compte plus de 100 000 membres tous sexes confondus. L'immense majorité des scouts sont dans des sections mixtes, et la séparation filles/garçons est quasi inexistante actuellement.
Svenska Scoutrådet bénéficie de relations proches avec la famille royale de Suède. Le roi Charles XVI Gustave de Suède est symboliquement premier membre de la Svenska Scoutrådet, et ses enfants sont membres du mouvement.